# Leopold Pammer
Leopold Pammer (* 14. November 1951 in Leopoldschlag; † 11. August 2011) war ein österreichischer Lehrer, Theaterspieler und Autor.
Leopold Pammer als siebtes von neun Kindern der Kleinhäuslerleute Michael und Maria Pammer aus Leopoldschlag legte 1975 die Lehramtsprüfung für Volksschulen ab und trat seinen Lehrerdienst an der Volksschule in Grünbach an. Nach der Lehramtsprüfung für Hauptschulen (1982) in Deutsch und Werkerziehung unterrichtete er hier an der Hauptschule Grünbach bis zur Pensionierung im Jahr 2010. Er war auch Gastreferent an der Volkshochschule Linz und hielt mit den tschechischen Nachbarn einen Sprachkurs ab.
Dem im Sommer 1998 gegründeten Amateurtheater Grenzlandbühne Leopoldschlag diente er als Pressereferent und Vorstandsmitglied. Er war Stückeschreiber (Gnadenlos gemütlich, 2006 und Transfer/Odsun, 2008) und spielte in zahlreichen Produktionen selbst mit.

## Veröffentlichungen
- Von Affenzeller bis Zwettler – Leopoldschläger Familien- und Hausnamen nach Ursprung und Sinn erklärt
- Die Haus-, Hof- und Familiennamen in der Gemeinde Grünbach
- D'Muatta – Das Leben einer Kleinhäuslerin im Mühlviertel
- Kriegsende und Besatzungszeit in Leopoldschlag 1945–1955
- Römische Fabeln auf Mühlviadlarisch
- Hitlers Vorbilder: Wer gab Hitler die Ideen?; 2009